# Yolanda Gómez Castellanos
Yolanda Gómez Castellanos (Ciudad de México, 15 de abril de 1962-16 de febrero de 2012) fue una astrónoma mexicana que estudió las nubes interestelares, incluidas las nebulosas planetarias y las regiones H II compactas. Se hizo conocida por el descubrimiento de vapor de agua a través de emisiones de másers astrofísicos asociados con estrellas OH/IR y nebulosas planetarias, evidencia de la formación extremadamente reciente de la nebulosa asociada.

## Biografía
Gómez nació en la Ciudad de México en 1962.
 Estudió física en la Universidad Nacional Autónoma de México (UNAM), obteniendo una licenciatura en 1985 y completando su doctorado en 1990.
Luego de una investigación posdoctoral en el Centro de astrofísica Harvard-Smithsonian, se convirtió en investigadora de la UNAM en 1993, primero en el Instituto de Astronomía y luego en 2001 como miembro fundador del Centro de Radioastronomía y Astrofísica del campus Morelia de la UNAM.
Falleció el 16 de febrero de 2012.

## Reconocimientos
Gómez fue miembro de la Academia Mexicana de Ciencias. En 2005, la UNAM le otorgó el Reconocimiento Sor Juana Inés de la Cruz. En 2008 el gobierno de Michoacán le otorgó el Premio Estatal de Divulgación de la Ciencia y la Tecnología.

## Obra seleccionada
- Gómez, Y.; Rodríguez, L. F.; Contreras, M. E.; Moran, J. M. (April 1994), «Anomalous water masers in OH/IR stars.», Revista Mexicana de Astronomía y Astrofísica 28: 97-102, Bibcode:1994RMxAA..28...97G.
- Rodriguez, Luis F.; Garay, Guido; Curiel, Salvador; Ramirez, Solange; Torrelles, Jose M.; Gomez, Yolanda; Velazquez, Arturo (Julio de 1994), «Cepheus A HW2: a powerful thermal radio jet», The Astrophysical Journal 430: L65, Bibcode:1994ApJ...430L..65R, doi:10.1086/187439.
- Miranda, L. F.; Gómez, Y.; Anglada, G.; Torrelles, J. M. (Noviembre de 2001), «Water-maser emission from a planetary nebula with a magnetized torus», Nature 414 (6861): 284-286, Bibcode:2001Natur.414..284M, PMID 11713522, doi:10.1038/35104518.